# Louk Sanders
Louk Sanders (Oegstgeest, 9 maggio 1950) è un ex tennista olandese.

## Carriera
In carriera ha vinto un titolo nel doppio, il British Hard Court Championships nel 1978, in coppia con il connazionale Rolf Thung. Nei tornei del Grande Slam ha ottenuto il suo miglior risultato raggiungendo il terzo turno nel singolare all'Open di Francia nel 1979.
In Coppa Davis ha giocato un totale di 32 partite, ottenendo 16 vittorie e 16 sconfitte.

## Statistiche

### Doppio

#### Vittorie (1)
| Numero | Anno              | Torneo                                        | Superficie  | Compagno   | Avversari in finale      | Punteggio |
| 1.     | 24 settembre 1978 | British Hard Court Championships, Bournemouth | Terra rossa | Rolf Thung | David Carter Rod Frawley | 6-3, 6-4  |

#### Finali perse (1)
| Numero | Anno           | Torneo                   | Superficie  | Compagno     | Avversari in finale     | Punteggio |
| 1.     | 19 luglio 1981 | Austrian Open, Kitzbühel | Terra rossa | Marko Ostoja | David Carter Paul Kronk | 6-7, 1-6  |